# Herbord (Lavant)
Herbord († 1275) war ab 1267 Bischof des Salzburger Eigenbistums Lavant und Generalvikar von Salzburg. Ab 1270 war er Weihbischof in Breslau.
Der dem Minoritenorden angehörende Herbord stammte aus Schlesien und soll Beichtvater der Herzogin Hedwig von Andechs gewesen sein. Am 17. Dezember 1267 wurde er zum Bischof von Lavant ernannt und im Juli 1267 geweiht. Zugleich bekleidete er im Erzbistum Salzburg das Amt des Generalvikars. 1268 beauftragte ihn Papst Clemens IV. mit der Beilegung der Auseinandersetzungen zwischen der Benediktinerabtei Admont und dem Propst von Klosterneuburg um die Kirche von Piben. Nach dem Tod des Salzburger Erzbischofs Wladislaw von Schlesien wurde er Weihbischof in Breslau.